# Corcelles-près-Payerne
Corcelles-près-Payerne är en ort och kommun  i distriktet Broye-Vully i kantonen Vaud, Schweiz. Kommunen har 2 917 invånare (2023).